# Jelonek (Karsznice)
Jelonek – kolonia wsi Karsznice w Polsce położona w województwie świętokrzyskim, w powiecie jędrzejowskim, w gminie Małogoszcz.
W latach 1975–1998 kolonia administracyjnie należała do województwa kieleckiego.